# 張掖駅
張掖駅（ちょうえきえき、中文表記: 张掖站）は中華人民共和国甘粛省張掖市甘州区にある中国鉄路総公司蘭州鉄路局が管轄する駅である。

## 駅構造
単式ホーム1面、島式ホーム1面を持つ地上駅である。

## 所属路線
- 中国鉄路総公司
  - 蘭新線：蘭州駅起点より547km、ウルムチ南駅終点まで1345km

## 利用状況
本駅は蘭新線の旅客、貨物を扱う二等駅で、各種別を含め2010年1月現在、毎日50本の旅客列車が発着する。

## 歴史
- 1955年 - 開業した。

## 隣の駅
中国鉄路総公司
蘭新線
太平堡駅 - 張掖駅 - 烏江堡駅